# Karlskoga kommun
Karlskoga kommun är en kommun i Örebro län, huvudsakligen belägen i landskapet Värmland, med en liten del i Närke. Centralort i kommunen är Karlskoga.

## Administrativ historik
Kommunens område motsvarar en mindre del av Hidinge socken samt en del av Karlskoga socken där vid kommunreformen 1862 bildades Karlskoga landskommun.  År 1925 delades kommunen genom att den södra delen bröts ut för att bilda Degerfors landskommun.
Karlskoga municipalsamhälle inrättades 26 juni 1885 och upplöstes vid årsskiftet 1939/1940 då Karlskoga stad bildades.
Kommunreformen 1952 påverkade inte indelningen i området. 
Karlskoga kommun bildades vid kommunreformen 1971 genom en ombildning av Karlskoga stad.Den 1 januari 1974 överfördes ett område från Hidinge socken i Örebro kommun med 106 invånare och en area på 68,3 kvadratkilometer, varav 61,6 land.
Kommunen ingick från bildandet till 12 januari 2009 i Karlskoga domsaga och ingår sen dess i Örebro domsaga.
Kommunen ingår sedan 2012 i Förvaltningsområdet för finska. 

## Geografi
Kommunen gränsar i norr till Hällefors kommun, i öst till Nora kommun och Örebro kommun, i söder och sydöst till Lekebergs kommun samt i söder och sydväst till Degerfors kommun, alla i Örebro län. Kommunen gränsar i väst även till Storfors kommun i Värmlands län.

### Topografi och hydrografi
Kommunen har en varierad berggrund med delvis malmförande bergarter från Bergslagen i öster och yngre graniter i väster. Svartälvens flöde genom kommunen och ut i sjön Möckeln påverkas av de dominerande sprickriktningarna nord–syd och nordöst–sydväst.
Skogsbygden är framträdande i kommunen, med undantag för områden med öppen odlingsmark kring Möckelns östra strand, som delvis är präglad av äldre kulturmark. I sydöstra delen av kommunen finns stora myrmarker på Kilsbergens västsida. Isälvsavlagringar som Lokaåsen, som bildar ett vackert randdelta vid Hållsjön, och Rävåsen nära Karlskoga är karakteristiska för kommunens geografi.
I Bergslagsregionen har närvaron av urkalksten i berggrunden lokalt resulterat i näringsrika jordar med en mångfaldig flora.
Nedan presenteras andelen av den totala ytan 2020 i kommunen jämfört med riket.
|  | Bebyggelse (6,5 %) |

|  | Skog (77,8 %) |

|  | Öppen myrmark (3,2 %) |

|  | Jordbruksmark (8,1 %) |

|  | Övrig mark (4,4 %) |

|  | Bebyggelse (3,1 %) |

|  | Skog (68,0 %) |

|  | Öppen myrmark (7,2 %) |

|  | Jordbruksmark (7,4 %) |

|  | Övrig mark (14,3 %) |

### Administrativ indelning
För befolkningsrapportering består kommunen av ett enda område, före 2016 Karlskoga församling och sedan 1 januari 2016 av distriktet Karlskoga.

### Tätorter
År 2020 bodde 91,6 procent av kommunens invånare i någon av kommunens tätorter, vilket var högre än motsvarande siffra för riket där genomsnittet var 87,6 procent. Vid Statistiska centralbyråns tätortsavgränsning 2020 fanns det två tätorter i Karlskoga  kommun:
| Nr | Tät- och småorter    | Folkmängd |
| -- | -------------------- | --------- |
| 1  | Karlskoga            | 27 360    |
| 2  | Valåsen och Labbsand | 354       |

## Styre och politik

### Styre
Socialdemokraterna har styrt området som utgör Karlskoga kommun sedan allmän rösträtt infördes i Sverige. Mandatperioden 2010–2014 styrde partiet tillsammans med  Vänsterpartiet. Tillsammans samlade partierna 27 av 51 mandat i kommunfullmäktige. Efter valet 2014 inkluderades även Folkpartiet i den i övrigt röda styrande koalitionen. Det var första gången som ett borgerligt parti kom till makten i området.
Inför valet 2018 meddelade Socialdemokraterna att de hade för avsikt att lägga ner en av kommunens skolor samt att de hade för avsikt att sälja det kommunala bolaget Karlskoga energi och miljö. Resultatet blev ett "historiskt dåligt val" för Socialdemokraterna i kommunen, vilket ledde till maktskifte. Ny styrande koalition bestod av Allianspartierna.
Mandatperioden 2022–2026 styrs kommunen av Moderaterna, Liberalerna, Kristdemokraterna och Centerpartiet.

### Kommunfullmäktige

#### Presidium
| Presidium 2022–2026    | Presidium 2022–2026 | Presidium 2022–2026 |
| ---------------------- | ------------------- | ------------------- |
| Ordförande             | M                   | Anna Ragén          |
| Förste vice ordförande | M                   | Annica Wetterling   |
| Andre vice ordförande  | S                   | Åke Andersson       |

Källa:

#### Mandatfördelning 1970–2022
| 4 | 29 | 8 | 6 | 4 |

| 40 | 11 |

| 3 | 29 | 10 | 4 | 5 |

| 39 | 12 |

| 3 | 27 | 10 | 6 | 5 |

| 33 | 18 |

| 3 | 27 | 8 | 6 | 7 |

| 30 | 21 |

| 4 | 29 | 6 |  | 10 |

| 33 | 18 |

| 4 | 28 | 4 | 6 | 9 |

| 32 | 19 |

| 5 | 26 |  | 4 | 6 | 8 |

| 30 | 21 |

| 4 | 23 | 3 | 3 | 6 |  | 10 |

| 35 | 16 |

| 6 | 26 |  |  | 4 |  | 10 |

| 29 | 22 |

| 8 | 23 |  |  |  | 4 | 11 |

| 28 | 23 |

| 4 | 30 |  |  |  | 4 | 3 | 7 |

| 28 | 23 |

| 4 | 26 |  |  |  |  |  | 12 |

| 26 | 25 |

| 4 | 23 |  |  |  |  |  |  | 13 |

| 28 | 23 |

| 3 | 20 | 3 |  | 4 | 2 | 2 |  | 11 |

| 26 | 21 |

| 4 | 14 | 2 | 5 | 3 | 2 | 2 | 15 |

| 26 | 21 |

| 3 | 17 |  | 6 |  |  |  | 19 |

| 26 | 25 |

### Nämnder

#### Kommunstyrelse
| Presidium 2022–2026    | Presidium 2022–2026 | Presidium 2022–2026 |
| ---------------------- | ------------------- | ------------------- |
| Ordförande             | M                   | Tony Ring           |
| Förste vice ordförande | KD                  | Ann-Catrin Örtkvist |
| Andre vice ordförande  | S                   | Jonas Sandström     |

Källa:

#### Lista över kommunstyrelsens ordförande
| Namn | Namn               | Från  | Till | Politisk tillhörighet |
| ---- | ------------------ | ----- | ---- | --------------------- |
|      | Sven Gadde         | 1985  | 1998 | Socialdemokraterna    |
|      | Margareta Karlsson | 1998  | 2006 | Socialdemokraterna    |
|      | Bengt Johansson    | 2006  | 2009 | Socialdemokraterna    |
|      | Niina Laitila      | 2009  | 2013 | Socialdemokraterna    |
|      | Sven-Olov Axelsson | 2013  | 2018 | Socialdemokraterna    |
|      | Tony Ring          | 2019- |      | Moderaterna           |

#### Övriga nämnder
Avser mandatperioden 2022–2026.
| Nämnd                         | Ordförande | Ordförande          | Vice ordförande | Vice ordförande            | Andre vice ordförande | Andre vice ordförande |
| ----------------------------- | ---------- | ------------------- | --------------- | -------------------------- | --------------------- | --------------------- |
| Socialnämnden                 | M          | Leena Jonsson Arndt | KD              | Anna Blomquist             | S                     | Liselotte Eriksson    |
| Kultur- och fritidsnämnden    | M          | Amanda Lindgren     | L               | Elaine Erlandsson Lindblom | S                     | Håkan Talberg         |
| Krisledningsnämnden           | M          | Tony Ring           | KD              | Ann-Catrin Örtkvist        | S                     | Jonas Sandström       |
| Samhällsbyggnadsnämnden       | M          | Martin Hårsmar      | C               | Hans Karlsson              | S                     | Mika Takamäki         |
| Folkhälsonämnden              | M          | Amanda Lindgren     | M               | Ann-Kristin Pettersson     | S                     | Lena Hagström         |
| Barn- och utbildningsnämnden  | M          | Anneli Bramvehl     | L               | Lars Hultkrantz            | S                     | Maria Karlsson        |
| Tillväxt- och tillsynsnämnden | M          | Leif Gren           | M               | Per Henning                | S                     | Göran Pettersson      |
| Valnämnden                    | M          | John Kotkamaa       | KD              | Torbjörn Svensson          | S                     | Niina Slagner         |

### Vänorter
Karlskoga har nio vänorter
- Ålborgs kommun, Danmark
- Riihimäki, Finland
- Húsavík, Island
- Fredrikstads kommun, Norge

- Narva, Estland
- Sjepetivka, Ukraina
- Sanremo, Italien
- Olaine, Lettland
- Wheaton, USA

Tidigare hade kommunen även ett vänortssamarbete med den ryska staden Ivangorod. Detta avtal sades dock upp efter Rysslands invasion av Ukraina. Istället skapades ett nytt vänortssamarbete med den ukrainska staden Sjepetivka.
Vänortssamarbetet består i huvudsak av konferenser och ungdomsutbyten med de nordiska länderna. Förutom vänortssamarbeten finns även samarbeten med städer och regioner i fyra andra länder.

## Ekonomi och infrastruktur

### Näringsliv
Vattenvägarna runt sjön Möckeln och den rika tillgången på skog gjorde området som nu utgör Karlskoga kommun till en betydande region för bruksexpansion under 1600-talet. Under denna period anlades 14 hyttor och åtta stångjärnshammare i Karlskoga socken, varav de flesta fortfarande var i drift på 1860-talet. Kommunens näringsliv har länge dominerats av försvarsmaterieltillverkarna BAE Systems Bofors AB och Saab Dynamics AB, och tillverkningsindustrin är fortfarande den största näringsgrenen. Förutom försvarsmaterielindustrin finns även kemiföretaget Cambrex Karlskoga AB. Tidigare fanns här även andra stora företag vilka inkluderar Transcom AB (callcenter), och alla dessa företag är belägna i centralorten.
Största arbetsgivare i Karlskoga kommun (aktiebolag)
| Nr | Arbetsgivare            | Antal anställda |
| -- | ----------------------- | --------------- |
| 1  | Saab Dynamics           | 1 011           |
| 2  | BAE Systems             | 381             |
| 3  | Bharat Forge Kilsta AB  | 337             |
| 4  | Cambrex                 | 296             |
| 5  | Eurenco                 | 222             |
| 6  | Möller Bil              | 221             |
| 7  | Partnertech             | 219             |
| 8  | Recipharm               | 204             |
| 9  | Kronhallen              | 99              |
| 10 | Nobeli Business Support | 91              |

### Infrastruktur

#### Transporter
Kommunen genomkorsas av Europaväg 18 samt av länsvägarna 205, 237 och 243.

## Befolkning

### Demografi

#### Befolkningsutveckling
Kommunen har 30 148 invånare (31 mars 2025), vilket placerar den på 88:e plats avseende folkmängd bland Sveriges kommuner.
Sedan början av 1970-talet har kommunens befolkning minskat med nästan 10 000 personer, främst på grund av strukturförändringar inom järn-, stål- och försvarsmaterielbranscherna. Befolkningstillväxten under mitten av 2010-talet berodde huvudsakligen på ett inflyttningsöverskott från utlandet och från andra kommuner inom länet.
| Befolkningsutvecklingen i Karlskoga kommun 1810–2020 | Befolkningsutvecklingen i Karlskoga kommun 1810–2020 | Befolkningsutvecklingen i Karlskoga kommun 1810–2020 | Befolkningsutvecklingen i Karlskoga kommun 1810–2020 | Befolkningsutvecklingen i Karlskoga kommun 1810–2020 |
| --- | ---------------------------------------------------- | ---------------------------------------------------- | ---------------------------------------------------- | ---------------------------------------------------- |
| |                                                      |                                                      |                                                      |                                                      |
| År |                                                      |                                                      | Folkmängd                                            |                                                      |
| 1810 | 1810                                                 |                                                      | 4 447                                                |                                                      |
| 1820 | 1820                                                 |                                                      | 7 307                                                |                                                      |
| 1900 | 1900                                                 |                                                      | 10 693                                               |                                                      |
| 1910 | 1910                                                 |                                                      | 12 141                                               |                                                      |
| 1920 | 1920                                                 |                                                      | 13 793                                               |                                                      |
| 1930 | 1930                                                 |                                                      | 15 302                                               |                                                      |
| 1940 | 1940                                                 |                                                      | 26 094                                               |                                                      |
| 1950 | 1950                                                 |                                                      | 31 303                                               |                                                      |
| 1960 | 1960                                                 |                                                      | 35 456                                               |                                                      |
| 1970 | 1970                                                 |                                                      | 39 706                                               |                                                      |
| 1980 | 1980                                                 |                                                      | 36 828                                               |                                                      |
| 1990 | 1990                                                 |                                                      | 33 869                                               |                                                      |
| 2000 | 2000                                                 |                                                      | 31 293                                               |                                                      |
| 2010 | 2010                                                 |                                                      | 29 668                                               |                                                      |
| 2020 | 2020                                                 |                                                      | 30 263                                               |                                                      |
| Anm: Informationen gäller för dagens kommungränser. Äldre informationen är ihopsamlad från tidigare kommuner eller från socknarna som idag ingår i kommunen. |                                                      |                                                      |                                                      |                                                      |

#### Invånare efter de vanligaste födelseländerna
| Födelseland      | Födelseland             | Födelseland |
| ---------------- | ----------------------- | ----------- |
| 31 december 2024 |                         |             |
| 1                | Finland                 | 777         |
| 2                | Syrien                  | 743         |
| 3                | Somalia                 | 311         |
| 3                | Vietnam                 | 311         |
| 5                | Afghanistan             | 268         |
| 6                | Irak                    | 229         |
| 7                | Bosnien och Hercegovina | 159         |
| 8                | Norge                   | 151         |
| 9                | Ukraina                 | 136         |
| 10               | Iran                    | 133         |
| 11               | Turkiet                 | 125         |
| 12               | Thailand                | 108         |
| 13               | Eritrea                 | 100         |
| 14               | Jugoslavien             | 97          |
| 15               | Tyskland                | 88          |
| 16               | Polen                   | 85          |
| 17               | Indien                  | 63          |
| 18               | Libanon                 | 61          |
| 19               | Kina                    | 56          |
| 20               | Danmark                 | 50          |
| 21               | USA                     | 34          |
| 22               | Ungern                  | 31          |
| 23               | Nordmakedonien          | 30          |

## Kultur

### Kommunvapen
Blasonering: I blått fält två korslagda kanoner, i varje vinkel åtföljda av ett järnmärke, allt av guld.
Detta vapen togs fram av riksheraldikern i samband med stadsblivandet år 1940. Det övertogs oförändrat av kommunen (som ju har samma yta) och registrerades för denna i PRV år 1974.